# قصر الثقافة والعلوم (وارسو)

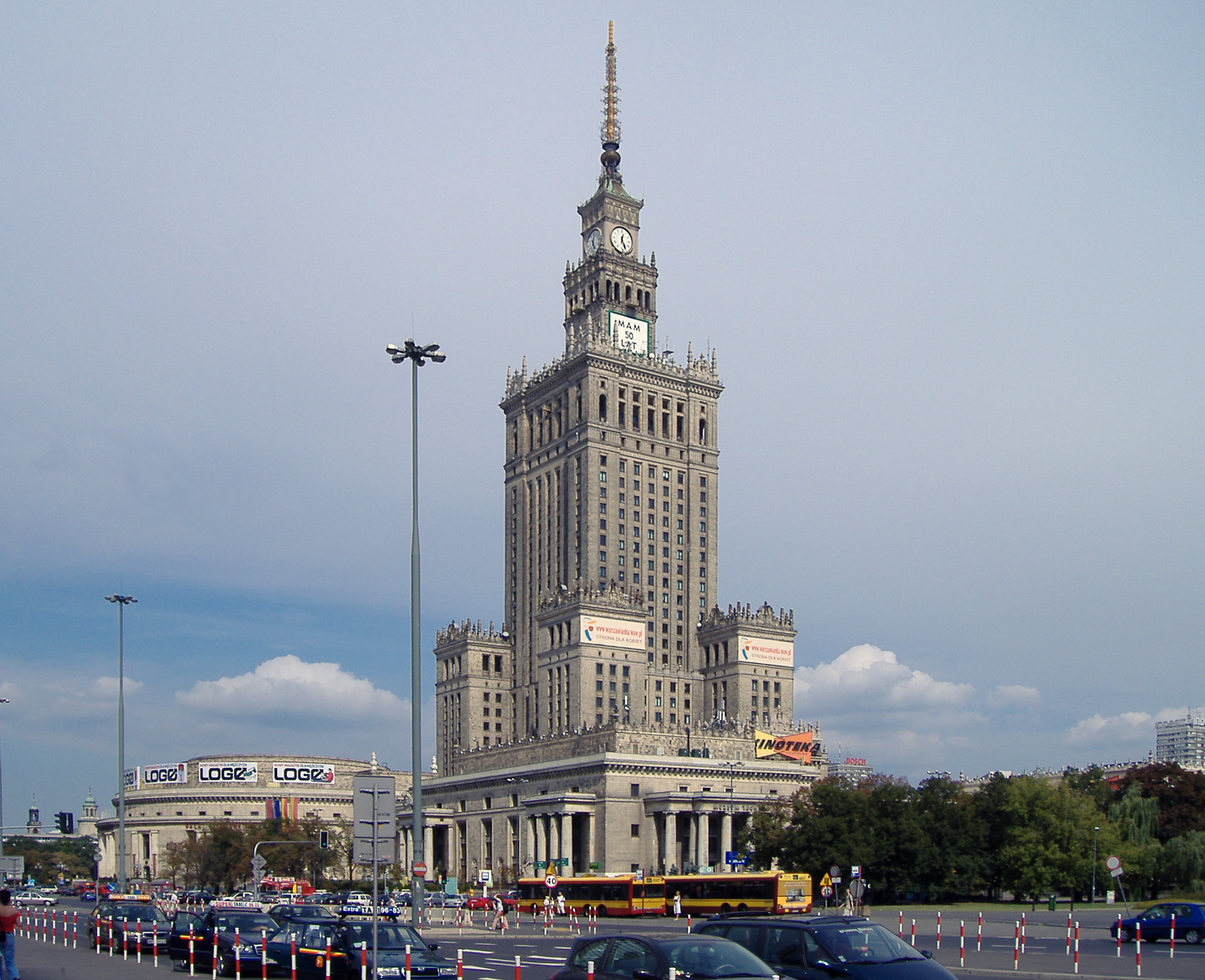
قصر الثقافة والعلوم في وارسو

قصر الثقافة والعلوم في وارسو (بالبولندية: Pałac Kultury i Nauki) ، هو أعلى مباني العاصمة البولندية وارسو، وهو نموذج للعمارة الستالينية الكلاسيكية. صممه المعاري الروسي ليف رودنيف وجرى بناؤه ما بين عامي 1952 - 1955.
يأتي ترتيب المبنى الـ 164 بين مباني العالم من حيث الارتفاع، السادس في أوروبا والرابع في دول الاتحاد الأوروبي. يبلغ ارتفاعه 230.68 م ويتألف من 42 طابق و 3.288 غرفة، يشتمل المبنى على دور عرض، مسارح، متاحف، مكاتب، مكتبات وصالة كبيرة للمؤتمرات تتسع لثلاثة آلاف شخص، ويوجد أعلى برج المبنى هوائي إرسال للإذاعة والراديو.

## نبذة تاريخية
في عام 1951 وفي سياق الحرب الباردة أمر ستالين ببناء هذا الصرح كهدية للشعب البولندي، فبدأت أعمال البناء عام 1952 وانتهت عام 1955، كانت حصيلتها موت 16 عامل من أصل 3500 جاؤوا من دول مختلفة من الاتحاد السوفييتي. تم الانتهاء من أعما ال الأنشاء في عام 1955.

## الموقع
يقع قصر الثقافة في قلب وارسو ولكنه بالنسبة للكثير من سكانها رمزا من رموز الهيمنة والاضطهاد السوفييتي في البلاد. لذلك رسمت خطط حكومية عديدة لهدمه ولكن لم يكتب لها النجاح بسبب التكلفة العالية جداً لعملية الهدم. كما يحيط بالمبنى ميدان يعد من أكبر ميادين أوروبا والذي كان في الحقبة السابقة مسرحا للاستعراضات والمسيرات العسكرية الضخمة التي كانت تنظم لتمجيد الشيوعية.